# Chaenophryne
I Chaenophryne Regan, 1925, sono un genere di pesci ossei.

## Tassonomia
Il genere comprende le seguenti 5 specie:
- Chaenophryne draco Beebe, 1932
- Chaenophryne longiceps Regan, 1925
- Chaenophryne quasiramifera melanorhabdus Regan & Trewavas, 1932
- Chaenophryne quasiramifera Pietsch, 2007
- Chaenophryne ramifera Regan & Trewavas, 1932